# Solana de Ávila
Solana de Ávila es un municipio de España situado en el suroeste de la provincia de Ávila, en la comunidad autónoma de Castilla y León. Pertenece a la comarca del Alto Tormes y al partido judicial de Piedrahíta, el número 4 de la provincia. Dentro del término municipal, aparte de la localidad de Solana de Ávila, se encuentran las siguientes entidades de población: Los Loros, Mazalinos, Los Narros, Santa Lucía de la Sierra, Serranía, El Tremedal y La Zarza y Casas del Rey (despoblado).

## Geografía

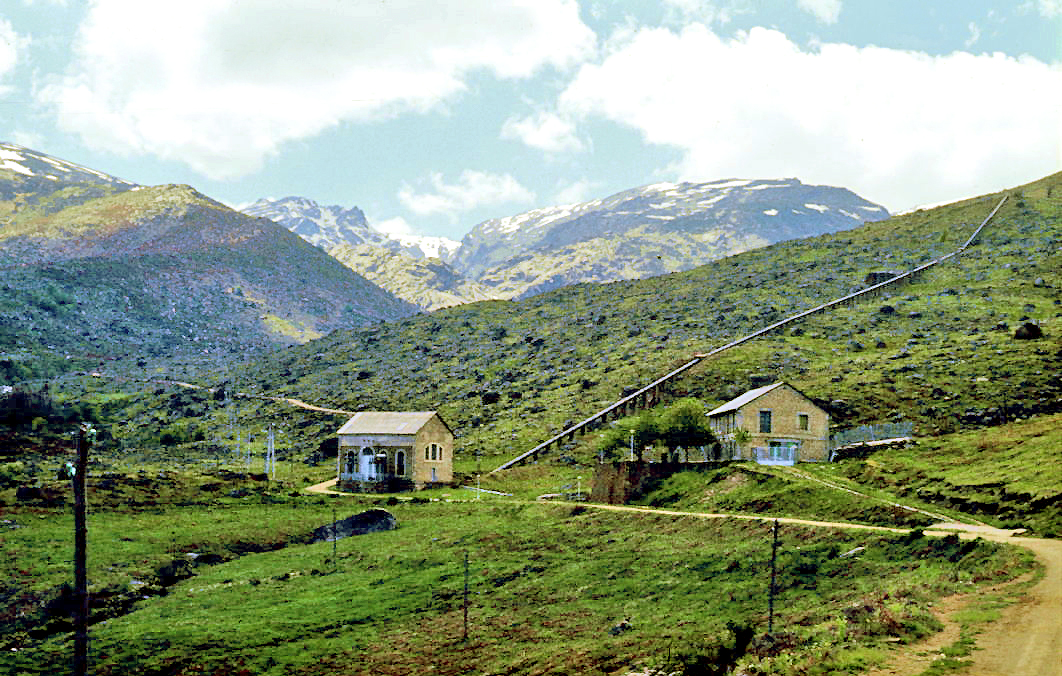
Mini-central hidroeléctrica de El Chorro en 1976

Integrado en la comarca de El Barco de Ávila-Piedrahíta, subcomarca de Alto Tormes, se sitúa a 95 km de la capital provincial. El término municipal está atravesado por la carretera N-110 en el pK 343, además de por carreteras locales que permiten la comunicación con el puerto del Tremedal y con Santiago de Aravalle.   
El relieve del municipio es predominantemente montañoso, destacando por el norte la sierra de Béjar, que hace de límite con la provincia de Salamanca. Dentro del término municipal está la central hidroeléctrica de El Chorro, punto de partida para la ruta de acceso a la laguna del Duque, una laguna de origen glaciar que es considerada la de mayor tamaño del parque regional de la Sierra de Gredos. Las lagunas del Trampal también están situadas dentro del municipio. La garganta de Solana hace de límite con Puerto Castilla antes de desembocar en el río Aravalle.
El Canchal de la Ceja es el punto más elevado del municipio, con una altitud de 2428 m. Otros picos destacados son Risco Gordo (2366 m), Canchal Negro (2364 m) y Peña Negra (2129 m), todos en la Sierra de Béjar. El puerto del Tremedal (1639 metros) permite la conexión con Becedas. La altitud oscila entre los 2428 m (Canchal de la Ceja) y los 1080 m a orillas de la garganta de Solana. El pueblo se alza a una altitud de 1146 m sobre el nivel del mar.
| Noroeste: Navacarros (Salamanca) y La Hoya (Salamanca) | Norte: Becedas       | Noreste: Becedas y La Carrera |
| Oeste: Candelario (Salamanca)                          |                      | Este: La Carrera y Umbrías    |
| Suroeste: Tornavacas (Cáceres)                         | Sur: Puerto Castilla | Sureste: Gil-García           |

## Historia

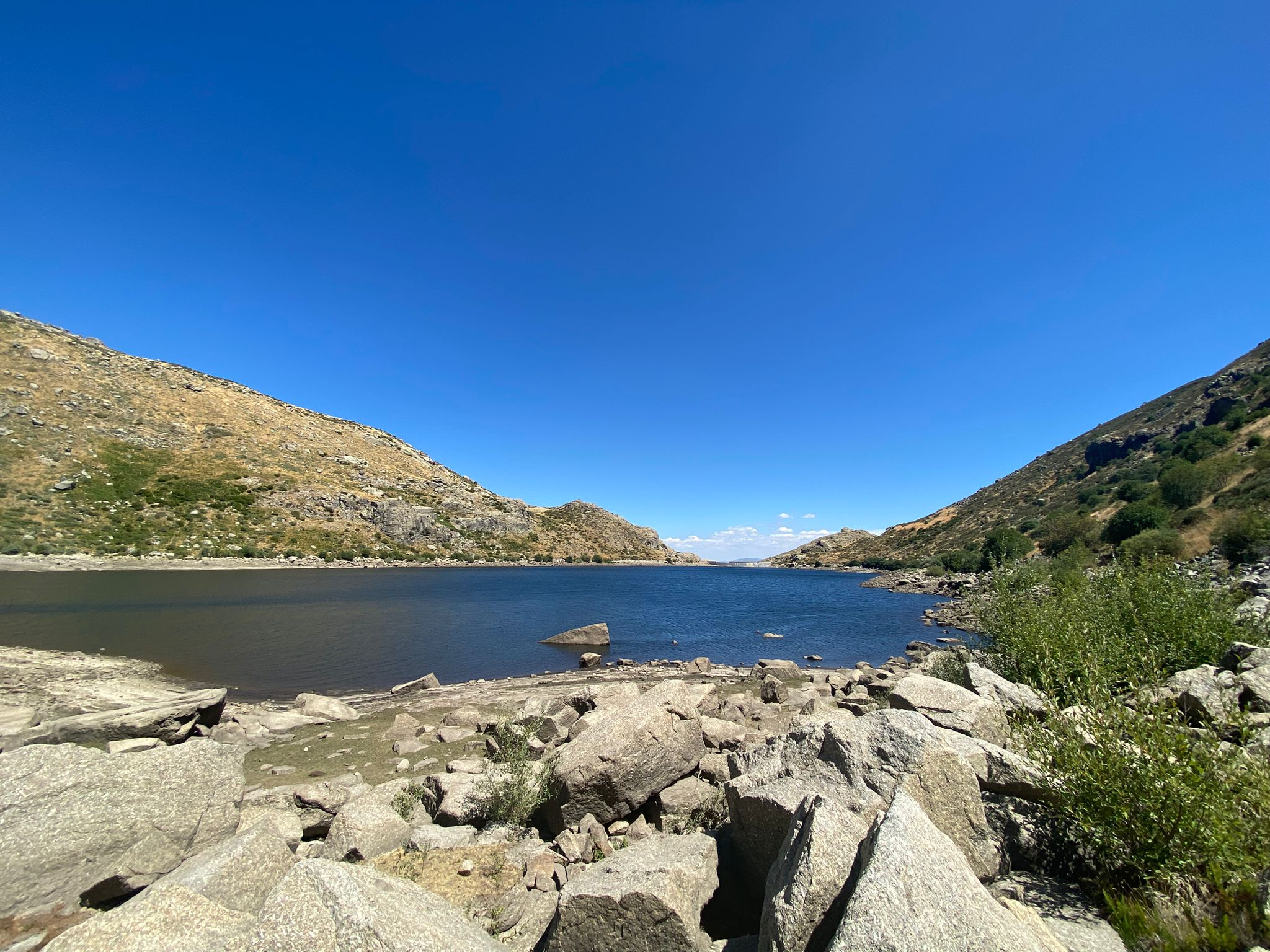
Laguna del Duque, Ávila

Antes de la reorganización provincias de Javier de Burgos, en 1833, perteneció a la provincia de Salamanca como el resto de la comarca natural del Alto Tormes. Hasta 1979 se llamó Solana de Béjar. En 1977 incorporó las localidades de Santa Lucía de la Sierra, Tremedal y La Zarza junto con sus pequeños anejos, entre los que destaca Los Loros, por el singular valor ecológico de su entorno.
En los comienzos del siglo XXI el término de Solana de Ávila sufrió dos incendios muy graves. El primero fue en agosto de 2003 y en él se quemaron entre 6275 y más de 8000 hectáreas. Se trató de un incendio provocado. El último se produjo en agosto de 2012 y en él se quemaron más de 1000 hectáreas de terreno de pasto y matorral. Fue necesaria la intervención de la UME y también fue provocado.

## Demografía
Solana de Avila cuenta con una población de 100 habitantes (INE 2024).
| Gráfica de evolución demográfica de Solana de Avila entre 1842 y 2021 |
| |
| Población de derecho según los censos de población del INE. Población de hecho según los censos de población del INE.En estos censos se denominaba Solana de Béjar: 1842, 1857, 1860, 1877, 1887, 1897, 1900, 1910, 1920, 1930, 1940, 1950, 1960 y 1970. Entre el censo de 1981 y el anterior, crece el término del municipio porque incorpora a Santa Lucía de la Sierra, Tremendal y La Zarza. |

## Fiestas
Las fiestas de este pueblo son:
- Semana del 15 de agosto. Fiestas en honor a Nuestra Señora de la Nueva.
- Del 9 al 18 de agosto. Con actividades diversas, comenzando con el pregón y finalizando con una comida en la ermita.
- Puente de diciembre. Se hace la matanza tradicional.
- Semana Santa. En honor a Nuestra Virgen de la Nueva, patrona de Solana de Ávila.